# Ozarba albomediovittata
Ozarba albomediovittata är en fjärilsart som beskrevs av Emilio Berio 1937. Ozarba albomediovittata ingår i släktet Ozarba och familjen nattflyn. Inga underarter finns listade i Catalogue of Life.